# 抜擢
| ウィキペディアには「抜擢」という見出しの百科事典記事はありません（タイトルに「抜擢」を含むページの一覧/「抜擢」で始まるページの一覧）。 代わりにウィクショナリーのページ「抜擢」が役に立つかもしれません。 |